# Mistrzostwa Świata w Strzelaniu do Rzutków 1938
Mistrzostwa Świata w Strzelaniu do Rzutków 1938 – szóste mistrzostwa świata w strzelaniu do rzutków; rozegrano je w  Luhačovicach.
Rozegrano tylko dwie konkurencje: był to trap indywidualny oraz trap drużynowy. Indywidualnym mistrzem świata został Węgier, István Strassburger, zaś drużynowo najlepsi byli Polacy; w klasyfikacji medalowej najlepsi okazali się ex aequo: Węgrzy i Polacy.

## Klasyfikacja medalowa
Gospodarze mistrzostw
| Pozycja | Kraj           | Złoto | Srebro | Brąz | Łącznie |
| ------- | -------------- | ----- | ------ | ---- | ------- |
| 1       | Polska         | 1     | 0      | 1    | 2       |
| 1       | Węgry          | 1     | 0      | 1    | 2       |
| 3       | Czechosłowacja | 0     | 2      | 0    | 2       |

## Wyniki
| Konkurencja          | Złoto                                                                            | Wynik    | Srebro                 | Wynik    | Brąz                                                                      | Wynik    |
| Trap (indywidualnie) | István Strassburger                                                              | 190 pkt. | Hocke                  | 188 pkt. | Józef Kiszkurno                                                           | 185 pkt. |
| Trap (drużynowo)     | Polska Józef Kiszkurno Konstanty Łyskowski Stefan Sztukowski Wilhelm Ziegenhirte |          | Czechosłowacja Hocke ? |          | Węgry Sándor von Lumniczer Laszlo Szapáry István Strassburger Sándor Dóra | 685 pkt. |